# Kék fülesfácán
A kék fülesfácán (Crossoptilon auritum) a madarak osztályának tyúkalakúak (Galliformes) rendjébe és a fácánfélék (Phasianidae) családjába tartozó faj.

## Előfordulása
Kína területén honos. Tűlevelű erdők lakója.

## Megjelenése
A hím testhossza 96 centiméter, testtömege 1700-2080 gramm, a tojó 1400-1750 gramm.
A nemek hasonlóak, a tojók valamivel kisebbek. Tollazatuk felnőtt korban szürke színű, a fiatalok szürkés-barnás. A külső hallójáratuk mögött jól kifejlődött tollcsomóval bírnak, rövid farkuk van és külsejük általában a fajdokéra emlékeztet.

## Életmódja
Nagy lábainak köszönhetőek könnyedén kikaparják a talajlakó férgeket, szívesen fogyaszt zöld növényi részeket, magvakat, bogyókat.

## Szaporodása
A dürgés ideje áprilistól júniusig tarthat. Monogám madár. A hímek rekedt kiáltásokkal hívják fel a tojók figyelmét. Fák tövében földre rakja tojásait, 6-12 db-ot. A tojó egyedül kotlik, de a kakas is a környéken tartózkodik. 24-28 nap a kelési ideje. A fiatal madarak gyorsan fejlődnek, alig fél évesen elérik a felnőtt madarak méreteit.